# Europäischer Filmpreis 2009

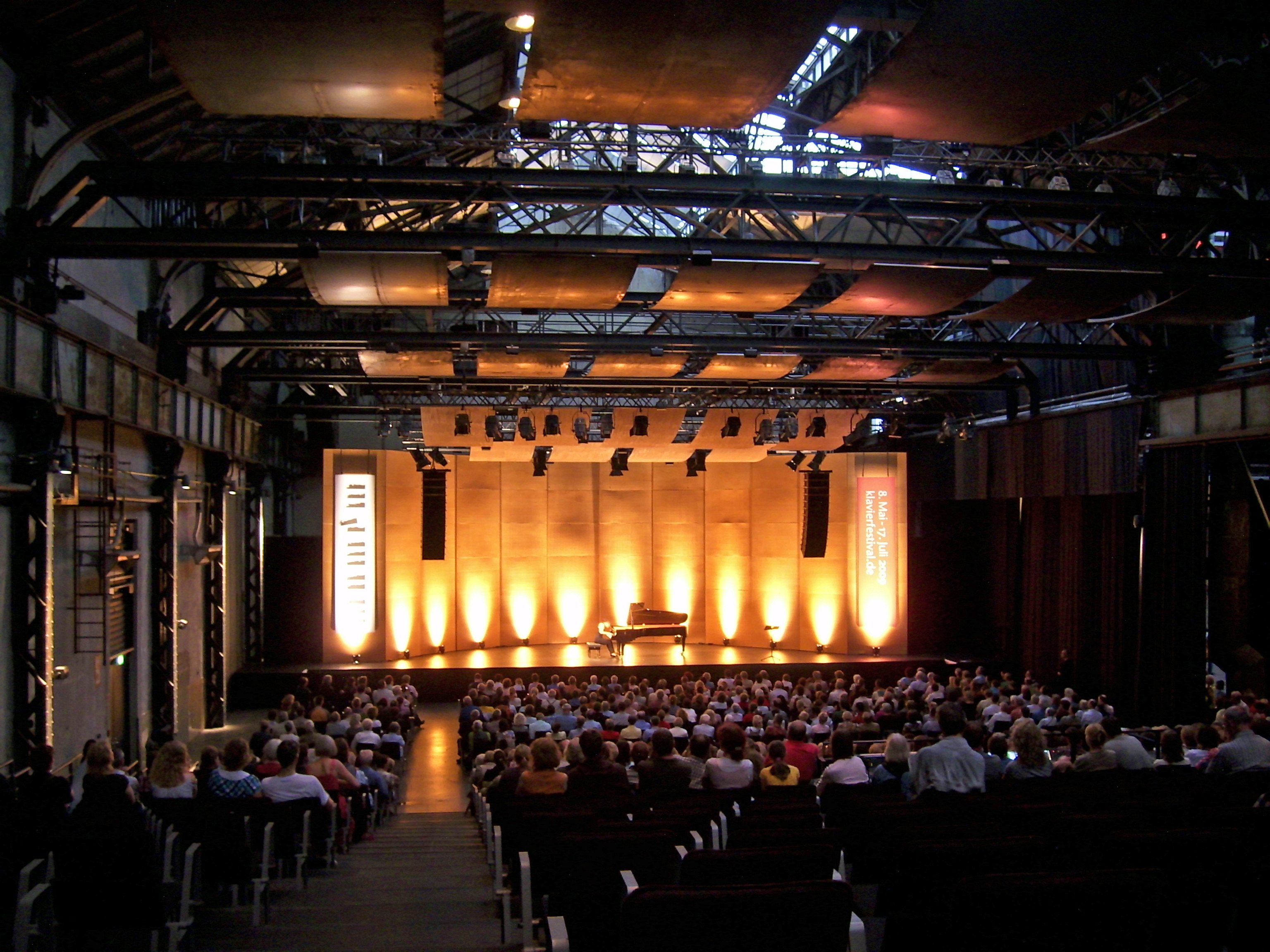
Die „Jahrhunderthalle“ in Bochum, Veranstaltungsort des Europäischen Filmpreises 2009

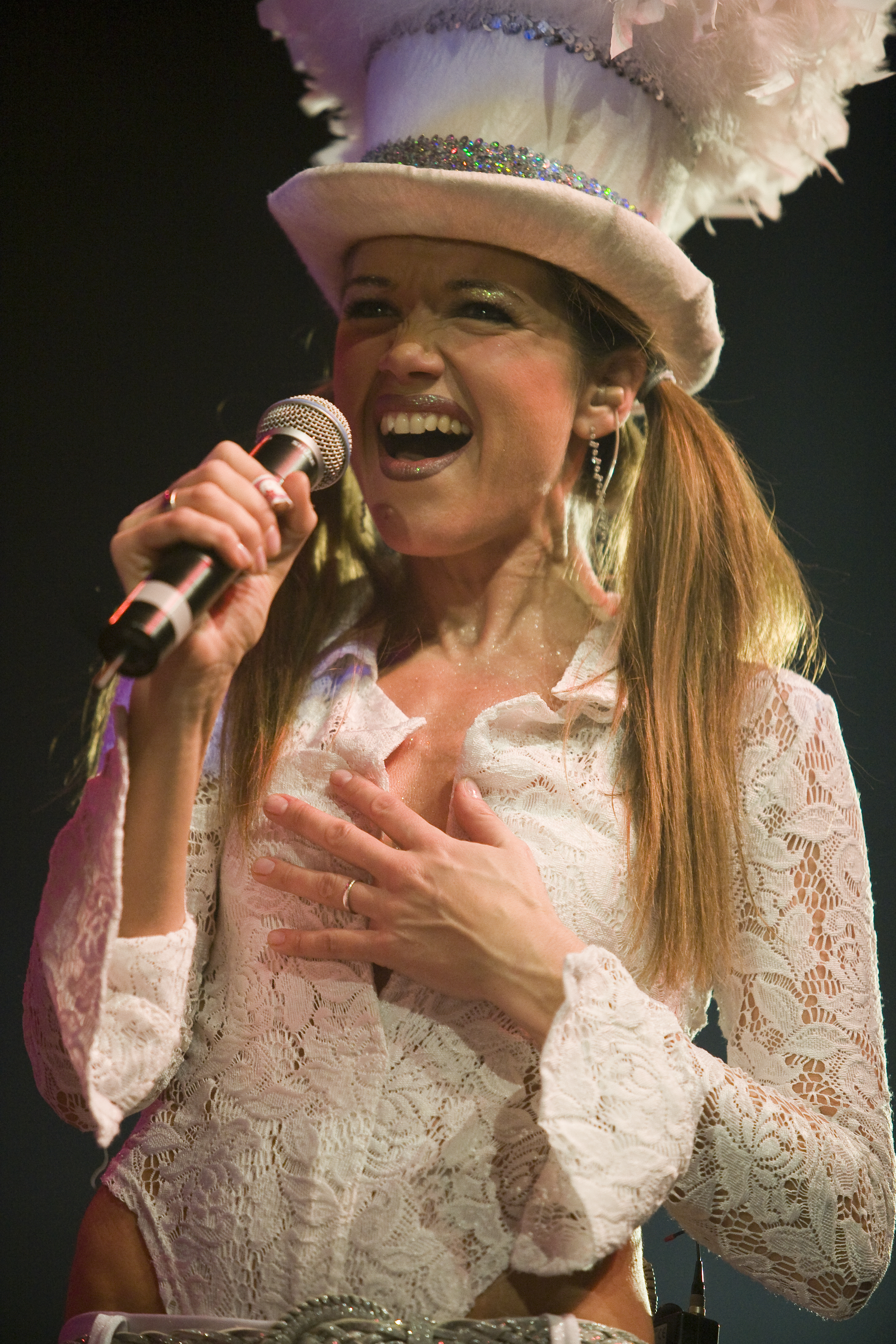
Moderatorin der Fernsehgala: die Deutsche Anke Engelke

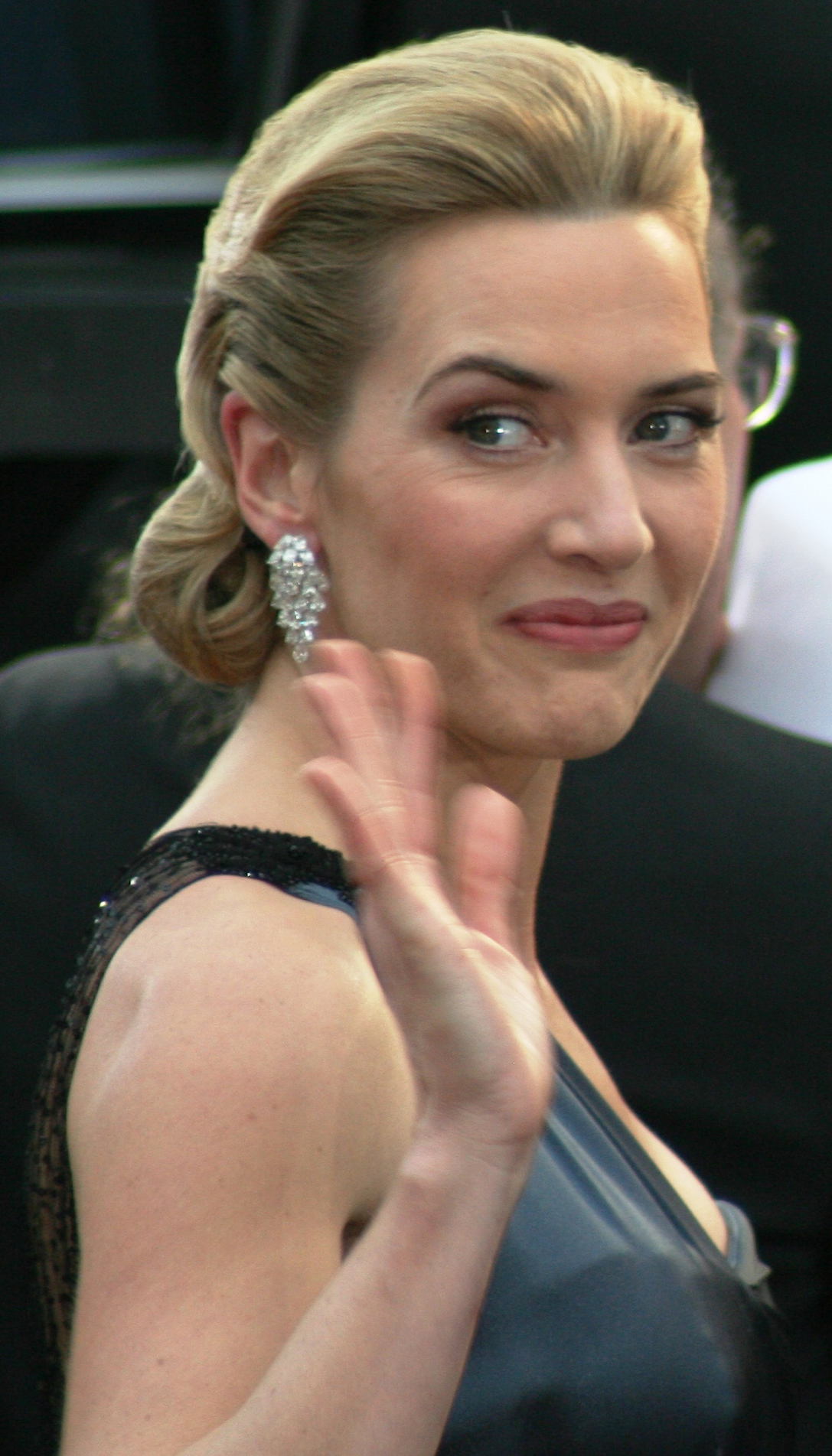
In Abwesenheit als beste Darstellerin geehrt: Kate Winslet (Der Vorleser)

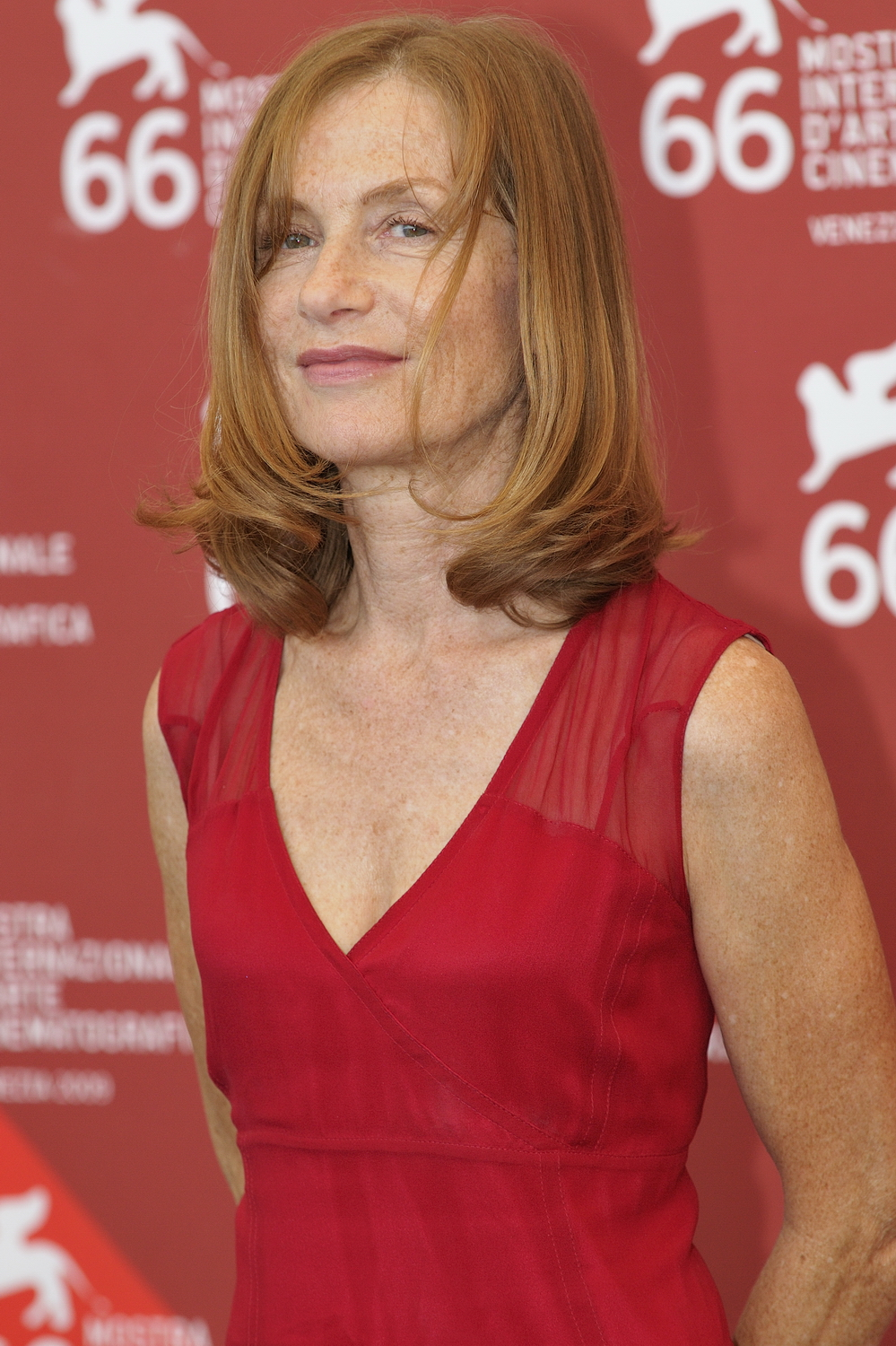
„Beste europäische Leistung im Weltkino“: Isabelle Huppert

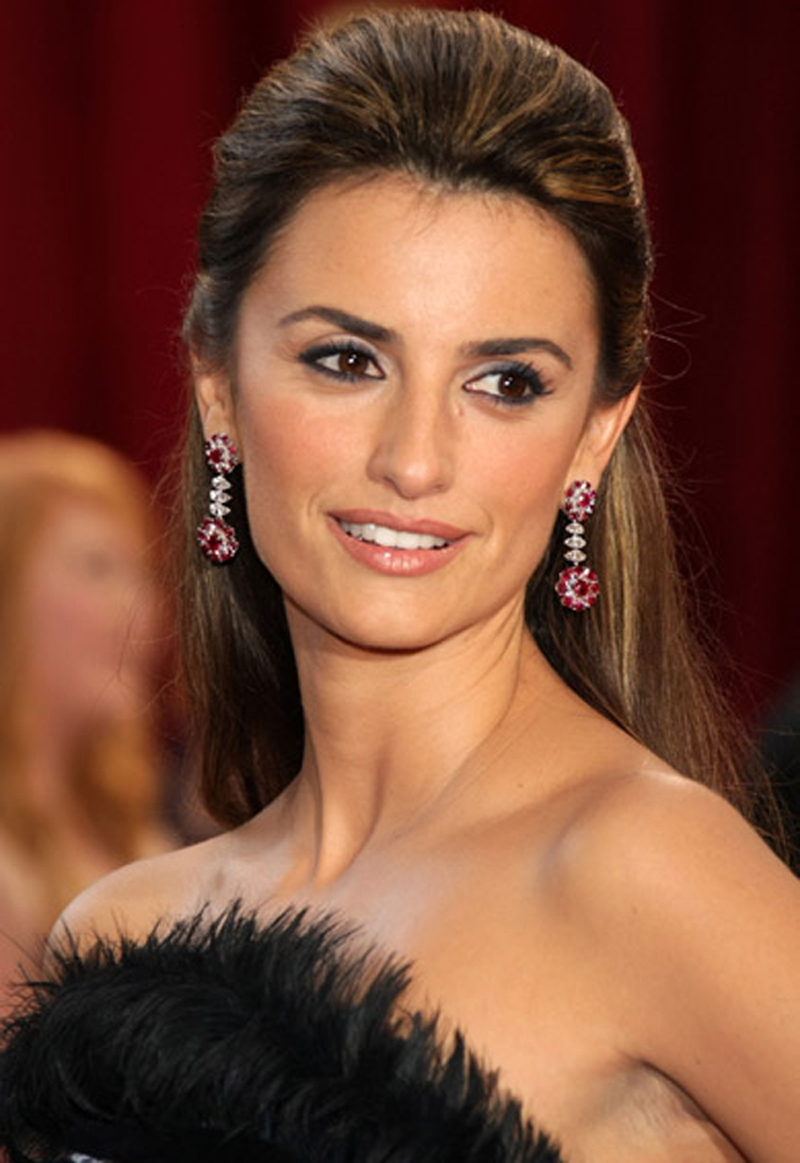
In Abwesenheit als beste Darstellerin nominiert: Pénelope Cruz (Zerrissene Umarmungen)

Der 22. Europäische Filmpreis wurde am 12. Dezember 2009 verliehen. Die in 44 Ländern ausgestrahlte Fernsehgala fand im Ruhrgebiet statt, nachdem in den Vorjahren der Veranstaltungsort zwischen Berlin (in ungeraden Jahren) und einer Stadt im europäischen Ausland (in geraden Jahren) gewechselt hatte. Die Metropole Ruhr wurde Europäische Kulturhauptstadt 2010.
In Zusammenarbeit unter anderem mit dem Land Nordrhein-Westfalen, der Film- und Medienstiftung NRW, der Filmförderungsanstalt und der RUHR.2010 GmbH wurde die Verleihung des Europäischen Filmpreises 2009 in der Bochumer Jahrhunderthalle abgehalten. 1400 Gäste wurden erwartet. Neben bekannten Persönlichkeiten aus der europäischen Filmindustrie hatten auch die deutschen Politiker Andreas Krautscheid, Norbert Lammert und die EU-Kommissarin Viviane Reding ihr Erscheinen angekündigt. Als Moderatorin konnte die deutsche Komikerin und Schauspielerin Anke Engelke gewonnen werden. Als Nachfolger des Jazzorchesters Danmarks Radios Big Band führte die Gruppe Bauhouse mit einer Performance aus Videokunst, Film und Musik durch den Abend. Als Laudatoren wurden neben Reding und EFA-Präsident Wim Wenders unter anderem europäische Schauspieler wie Detlev Buck, Jesper Christensen, Ben Kingsley, Caterina Murino, Maciej Stuhr, Anatole Taubman oder Johanna ter Steege erwartet.
Im Deutschland wurde die Preisverleihung zeitversetzt einen Tag später vom deutsch-französischen Fernsehsender ARTE ausgestrahlt, ebenso in Österreich vom ORF.
Parallel zur Filmpreisverleihung fand vom 6. bis 13. Dezember 2009 die erste European Film Academy – Europäische Filmwoche Ruhr statt. Die für den Europäischen Filmpreis nominierten Produktionen wurden in Kinos in Bochum, Dortmund, Duisburg, Essen, Köln und Oberhausen gezeigt. An der Gala am 11. Dezember in der Essener Lichtburg nahmen nominierte Filmschaffende, Gäste und Filmfans teil. Vorgesehen ist, die Filmwoche jedes Jahr in der Region zu veranstalten.

## Favorisierte Filme
Die Nominierungen waren von der Europäischen Filmakademie (EFA) am 7. November 2009 auf dem Europäischen Filmfestival von Sevilla bekannt gegeben worden. Bei der fünf Wochen später stattfindenden Preisverleihung avancierte Michael Hanekes Das weiße Band – Eine deutsche Kindergeschichte mit drei Auszeichnungen zum erfolgreichsten Film. Der Goldene-Palme-Gewinner 2009, zugleich Deutschlands Kandidat auf den Auslandsoscar, setzte sich in den Kategorien Bester europäischer Film, Regie und Drehbuch durch. Der Schwarzweißfilm ist kurz vor Ausbruch des Ersten Weltkriegs in Norddeutschland angesiedelt und berichtet von mysteriösen Vorfällen in einem fiktiven Dorf.
Als Favoriten hatten der französische Beitrag Ein Prophet von Jacques Audiard (6 Nominierungen) und Slumdog Millionär des Briten Danny Boyle (5) gegolten, die jeweils nur zwei Auszeichnungen errangen. Audiards Film gewann den Preis für den besten Ton (Prix D’Exellence), während die Auszeichnung für den besten Darsteller an Tahar Rahim verliehen wurde. Der 28-jährige Franzose ist in dem Krimidrama als junger arabischstämmiger Gefängnisinsasse zu sehen, der mit Hilfe der korsischen Mafia zum einflussreichen Kriminellen aufsteigt. Ein Prophet hatte bei den Filmfestspielen von Cannes 2009 den Großen Preis der Jury erhalten und ist Frankreichs Kandidat auf den Auslandsoscar im nächsten Jahr. Slumdog Millionär erhielt den Preis für die beste Kamera und den Publikumspreis zugesprochen. Der Film war bei der Oscarverleihung 2009 mit acht Auszeichnungen preisgekrönt worden, unter anderem in den Kategorien bester Film, beste Regie und bestes adaptiertes Drehbuch. Im Zentrum des Films steht ein junger Tee-Einschenker aus einem Callcenter im indischen Mumbai (gespielt von Dev Patel), der als Kandidat in der indischen Version von Who Wants to Be a Millionaire? auftritt. Mit Betrugsvorwürfen konfrontiert, erinnert er sich an seine Kindheit in den Armenvierteln von Mumbai zurück. Das Feld der nominierten europäischen Filme war durch den dieses Jahr in Cannes preisgekrönten britischen Beitrag Fish Tank von Andrea Arnold, Stephen Daldrys Oscar-prämierte Literaturverfilmung Der Vorleser (je drei Nominierungen) sowie den schwedischen Horrorfilm So finster die Nacht von Tomas Alfredson (zwei Nominierungen) ergänzt worden.
Deutsche Filmschaffende waren in Nebenkategorien vertreten. Moritz Bleibtreu (Der Baader Meinhof Komplex) und David Kross (Der Vorleser) konkurrierten gemeinsam mit Dev Patel, dem Briten Steve Evets (Looking for Eric) und dem Italiener Filippo Timi (Vincere) um den Darstellerpreis, der an Tahar Rahim ging. In der Kategorie Beste Darstellerin triumphierte die Oscar-Preisträgerin Kate Winslet (Der Vorleser) über die beste Schauspielerin von Cannes Charlotte Gainsbourg (Antichrist), Penélope Cruz (Zerrissene Umarmungen), die britische Laiendarstellerin Katie Jarvis (Fish Tank), die aktuelle César-Preisträgerin Yolande Moreau (Séraphine) und die Schwedin Noomi Rapace (Verblendung). Der österreichische Beitrag Der Knochenmann von Wolfgang Murnberger und Brothers aus der Schweiz waren im Vorfeld nicht berücksichtigt worden. Ebenso waren die deutschen Beiträge Alle anderen von Maren Ade und Jerichow von Christian Petzold nicht in die engere Auswahl gelangt.
Über die Gewinner der einzelnen Kategorien stimmten bis zur Verleihung die 2000 Mitglieder der Europäischen Filmakademie ab. Bereits im Vorfeld als Sieger fest gestanden hatten der Brite Ken Loach und die Französin Isabelle Huppert. Der Filmemacher, 2006 Gewinner der Goldenen Palme der Filmfestspiele von Cannes, erhielt den Preis für das Lebenswerk. Loach war 2002 und 2006 für Sweet Sixteen und The Wind That Shakes the Barley zweimal vergeblich für den Europäischen Regiepreis nominiert worden. Die Schauspielerin Isabelle Huppert, in der Vergangenheit zweimal mit dem Europäischen Darstellerpreis ausgezeichnet, erhielt die Auszeichnung in der Kategorie Beste europäische Leistung im Weltkino.
Im Rahmen der Preisverleihung wurde zum dritten Mal der Prix Eurimages, mit dem europäische Koproduzenten geehrt werden, vergeben, dieses Mal an Diana Elbaum und Jani Thiltges. Elbaum, Leiterin der belgischen Produktionsfirma Entre Chien et Loup, und Thiltges, Kopf der luxemburgischen Samsa Film, hatten sich in der Vergangenheit unter anderem für Produktionen wie Sam Gabarskis Irina Palm (2007) oder Marina de Vans Don’t Look Back – Schatten der Vergangenheit (2009) verantwortlich gezeigt. Der seit 1993 anlässlich der Europäischen Filmpreis-Gala vergebene FIPRESCI-Preis wurde an den polnischen Spielfilm Der Kalmus von Andrzej Wajda verliehen.

## Preisträger und Nominierungen

### Bester europäischer Film
präsentiert von Viviane Reding und Wim Wenders
Das weiße Band – Eine deutsche Kindergeschichte – Regie: Michael Haneke
- Fish Tank – Regie: Andrea Arnold
- Ein Prophet (Un prophète) – Regie: Jacques Audiard
- Slumdog Millionär (Slumdog Millionaire) – Regie: Danny Boyle
- So finster die Nacht (Låt den rätte komma in) – Regie: Tomas Alfredson
- Der Vorleser (The Reader) – Regie: Stephen Daldry

### Beste Regie
präsentiert von Nino Kirtadze und Jesper Christensen
Michael Haneke – Das weiße Band – Eine deutsche Kindergeschichte
- Pedro Almodóvar – Zerrissene Umarmungen (Los abrazos rotos)
- Andrea Arnold – Fish Tank
- Jacques Audiard – Ein Prophet (Un prophète)
- Danny Boyle – Slumdog Millionär (Slumdog Millionaire)
- Lars von Trier – Antichrist

### Bester Darsteller
präsentiert von Caterina Murino und Branko Đurić
Tahar Rahim – Ein Prophet (Un prophète)
- Moritz Bleibtreu – Der Baader Meinhof Komplex
- Steve Evets – Looking for Eric
- David Kross – Der Vorleser (The Reader)
- Dev Patel – Slumdog Millionär (Slumdog Millionaire)
- Filippo Timi – Vincere

### Beste Darstellerin
präsentiert von Caterina Murino und Branko Đurić
Kate Winslet – Der Vorleser (The Reader)
- Penélope Cruz – Zerrissene Umarmungen (Los abrazos rotos)
- Charlotte Gainsbourg – Antichrist
- Katie Jarvis – Fish Tank
- Yolande Moreau – Séraphine
- Noomi Rapace – Verblendung (Män som hatar kvinnor)

### Bestes Drehbuch
präsentiert von María Valverde und Anatole Taubman
Michael Haneke – Das weiße Band – Eine deutsche Kindergeschichte
- Jacques Audiard, Thomas Bidegain, Abdel Raouf Dafri und Nicolas Peufaillit – Ein Prophet (Un prophète)
- Simon Beaufoy – Slumdog Millionär (Slumdog Millionaire)
- Gianni Di Gregorio – Das Festmahl im August (Pranzo di ferragosto)

### Beste Kamera („Carlo-Di-Palma-Preis“)
präsentiert von María Valverde und Anatole Taubman
Anthony Dod Mantle – Antichrist und Slumdog Millionär (Slumdog Millionaire)
- Christian Berger – Das weiße Band – Eine deutsche Kindergeschichte
- Maxim Drosdow und Alischer Chamidchodschajew – Bumazhnyy soldat
- Stéphane Fontaine – Ein Prophet (Un prophète)

### Beste Filmmusik
präsentiert von Johanna ter Steege und Maciej Stuhr
Alberto Iglesias – Zerrissene Umarmungen (Los abrazos rotos)
- Alexandre Desplat – Coco Chanel – Der Beginn einer Leidenschaft (Coco avant Chanel)
- Jacob Groth – Verblendung (Män som hatar kvinnor)
- Johan Söderqvist – So finster die Nacht (Låt den rätte komma in)

### Prix D’Exellence
präsentiert von Johanna ter Steege und Maciej Stuhr
Brigitte Taillandier, Francis Wargnier, Jean-Paul Hurier und Marc Doisne – Ton in Ein Prophet (Un prophète)
- Francesca Calvelli – Schnitt in Vincere
- Catherine Leterrier – Kostüme in Coco Chanel – Der Beginn einer Leidenschaft (Coco avant Chanel)
- Waldemar Pokromski – Maske in Der Baader Meinhof Komplex

### Offizielle Auswahlliste – Spielfilme
Die 16 nominierten Filmproduktionen wurden aus einer Auswahlliste („Longlist“) von den 2000 Mitgliedern der Europäischen Filmakademie ermittelt. 48 Filmproduktionen aus 28 Ländern konkurrierten um Nominierungen. Alle Spielfilme waren zwischen dem 1. Juli 2008 und 15. Juni 2009 öffentlich auf Festivals oder in Kinos gezeigt worden. 20 von diesen gelangten durch die Wahl der EFA-Mitglieder in den jeweiligen europäischen Ländern direkt auf die Liste. Die restlichen Filme wurden unter anderem von europäischen Filminstitutionen, Festivals und Fachzeitschriften vorgeschlagen und durch ein Auswahlkomitee ermittelt, das aus Mitgliedern des EFA-Vorstandes und einer Expertengruppe bestand.
Die für die regulären Kategorien nominierten Filme sind farblich hervorgehoben.
| Film                                            | Regie                          | Land                                                | Darsteller (Auswahl)                                        |
| ----------------------------------------------- | ------------------------------ | --------------------------------------------------- | ----------------------------------------------------------- |
| 33 Szenen aus dem Leben                         | Małgorzata Szumowska           | Polen, Deutschland                                  | Julia Jentsch, Maciej Stuhr, Peter Gantzler                 |
| Alle anderen                                    | Maren Ade                      | Deutschland                                         | Birgit Minichmayr, Lars Eidinger                            |
| Antichrist                                      | Lars von Trier                 | Dänemark                                            | Charlotte Gainsbourg, Willem Dafoe                          |
| Apaföld                                         | Viktor Nagy                    | Ungarn                                              | Tamás Ravasz, János Derzsi, Andrea Nagy                     |
| Der Baader Meinhof Komplex                      | Uli Edel                       | Deutschland                                         | Moritz Bleibtreu, Martina Gedeck, Johanna Wokalek           |
| Brothers                                        | Igaal Niddam                   | Schweiz                                             | Baruch Brener, Micha Selectar, Orna Fitoussi                |
| Bumazhnyy soldat                                | Alexei German                  | Russland                                            | Merab Ninidze, Tschulpan Chamatowa                          |
| Coco Chanel – Der Beginn einer Leidenschaft     | Anne Fontaine                  | Frankreich                                          | Audrey Tautou, Benoît Poelvoorde, Alessandro Nivola         |
| Dogtooth                                        | Giorgos Lanthimos              | Griechenland                                        | Christos Stergioglou, Michelle Valley, Angeliki Papoulia    |
| Eastern Plays                                   | Kamen Kalew                    | Bulgarien                                           | Christo Christow, Owanes Torossjan, Saadet Isil Aksoy       |
| Die ewigen Momente der Maria Larsson            | Jan Troell                     | Dänemark, Schweden                                  | Maria Heiskanen, Mikael Persbrandt, Jesper Christensen      |
| Das Festmahl im August                          | Gianni Di Gregorio             | Italien                                             | Gianni Di Gregorio, Valeria De Franciscis, Marina Cacciotti |
| Fish Tank                                       | Andrea Arnold                  | Großbritannien                                      | Katie Jarvis, Michael Fassbender, Kierston Wareing          |
| Frygtelig Lykkelig                              | Henrik Ruben Genz              | Dänemark                                            | Jakob Cedergren, Lene Maria Christensen, Kim Bodnia         |
| Hakol Mat'hil Bayam                             | Eitan Green                    | Israel                                              | Yuval Segal, Dorit Lev Ari, Ron Jaegerman                   |
| Jaffa                                           | Keren Yedaya                   | Frankreich, Israel, Deutschland                     | Dana Ivgy, Mahmoud Shalaby, Moni Moshonov                   |
| Jerichow                                        | Christian Petzold              | Deutschland                                         | Benno Fürmann, Nina Hoss, Hilmi Sözer                       |
| Der Kalmus                                      | Andrzej Wajda                  | Polen                                               | Krystyna Janda, Pawel Szajda, Jan Englert                   |
| Kisses                                          | Lance Daly                     | Irland                                              | Shane Curry, Kelly O’Neill, Stephen Rea                     |
| Der Knochenmann                                 | Wolfgang Murnberger            | Österreich                                          | Josef Hader, Birgit Minichmayr, Josef Bierbichler           |
| Kleiner Soldat                                  | Annette K. Olesen              | Dänemark                                            | Trine Dyrholm, Finn Nielsen, Lorna Brown                    |
| Loft                                            | Erik Van Looy                  | Belgien                                             | Koen De Bouw, Filip Peeters, Bruno Vanden Broecke           |
| Looking for Eric                                | Ken Loach                      | Großbritannien, Frankreich                          | Steve Evets, Stephanie Bishop, Éric Cantona                 |
| Max Manus                                       | Joachim Rønning Espen Sandberg | Norwegen, Deutschland, Dänemark                     | Aksel Hennie, Nicolai Cleve Broch, Agnes Kittelsen          |
| Ničiji sin                                      | Arsen Anton Ostojić            | Kroatien                                            | Alen Liverić, Mustafa Nadarević, Biserka Ipša               |
| Nord                                            | Rune Denstad Langlo            | Norwegen                                            | Anders Bas Mo, Kyrre Hellum, Marte Aunemo                   |
| Winter in Wartime                               | Martin Koolhoven               | Niederlande                                         | Martijn Lakemeier                                           |
| Pandora'nin kutusu                              | Yeşim Ustaoğlu                 | Türkei, Frankreich, Deutschland, Belgien            | Tsilla Chelton, Derya Alabora, Övül Avkiran                 |
| Politist, adj.                                  | Corneliu Porumboiu             | Rumänien                                            | Dragoș Bucur, Vlad Ivanov, Irina Saulescu                   |
| Ein Prophet                                     | Jacques Audiard                | Frankreich                                          | Tahar Rahim, Niels Arestrup, Abdel Bencherif                |
| Questione di cuore                              | Francesca Archibugi            | Italien                                             | Antonio Albanese, Kim Rossi Stuart, Micaela Ramazzotti      |
| Retorno a Hansala                               | Chus Gutiérrez                 | Spanien                                             | Jose Luís García Pérez, Farah Hamed, Adam Bounouacha        |
| Séraphine                                       | Martin Provost                 | Frankreich                                          | Yolande Moreau, Ulrich Tukur                                |
| Slumdog Millionär                               | Danny Boyle                    | Großbritannien                                      | Dev Patel, Freida Pinto                                     |
| So finster die Nacht                            | Tomas Alfredson                | Schweden                                            | Kåre Hedebrant, Lina Leandersson, Per Ragnar                |
| Strella                                         | Panos H. Koutras               | Griechenland                                        | Mina Orfanou, Yiannis Kokiasmenos, Minos Theoharis          |
| Tears of April – Die Unbeugsame                 | Aku Louhimies                  | Finnland                                            | Pihla Viitala, Samuli Vauramo, Eero Aho                     |
| The Time That Remains                           | Elia Suleiman                  | Frankreich                                          | Elia Suleiman, Saleh Bakri, Leila Muammar                   |
| Tobruk                                          | Václav Marhoul                 | Tschechische Republik, Slowakei                     | Jan Meduna, Petr Vaněk, Robert Nebřenský                    |
| Turneja                                         | Goran Marković                 | Serbien, Bosnien & Herzegowina, Kroatien, Slowenien | Tihomir Stanić, Jelenda Djokić, Dragan Nikolić              |
| Uzak ihtimal                                    | Mahmut Fazıl Coşkun            | Türkei                                              | Nadir Saribacak, Görkem Yeltan, Ersan Uysal                 |
| Verblendung                                     | Niels Arden Oplev              | Schweden, Deutschland, Dänemark                     | Noomi Rapace, Mikael Nyqvist, Sven-Bertil Taube             |
| Vincere                                         | Marco Bellocchio               | Italien                                             | Giovanna Mezzogiorno, Filippo Timi                          |
| Der Vorleser                                    | Stephen Daldry                 | Deutschland                                         | Kate Winslet, Ralph Fiennes, David Kross                    |
| Das weiße Band – Eine deutsche Kindergeschichte | Michael Haneke                 | Deutschland, Österreich, Frankreich, Italien        | Christian Friedel, Leonie Benesch, Ulrich Tukur             |
| Welcome                                         | Philippe Lioret                | Frankreich                                          | Vincent Lindon, Firat Ayverdi, Audrey Dana                  |
| Zerrissene Umarmungen                           | Pedro Almodóvar                | Spanien                                             | Penélope Cruz, Lluís Homar, Blanca Portillo                 |

## Weitere Preise

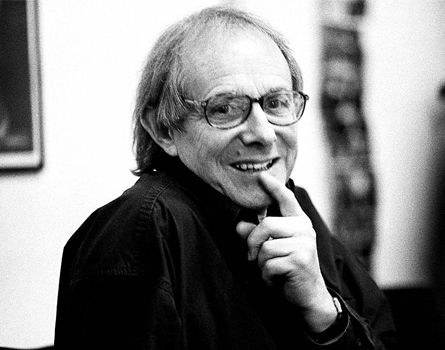
Mit dem Preis für das Lebenswerk geehrt: Ken Loach

### Prix Eurimages – Beste europäische Koproduzenten
präsentiert von Victoria Abril
Diana Elbaum (Entre Chien et Loup, Belgien) und Jani Thiltges (Samsa Film, Luxemburg)

### Beste europäische Leistung im Weltkino
präsentiert von Volker Schlöndorff
Isabelle Huppert, französische Schauspielerin

### Preis für ein Lebenswerk
präsentiert von Éric Cantona
Ken Loach, britischer Filmregisseur und Drehbuchautor

### Bester Erstlingsfilm
Am 29. September 2009 gab die Europäische Filmakademie die Nominierungen für die Sparte „Bester Erstlingsfilm“ bekannt, in der fünf Debütregisseure mit ihren Spielfilmproduktionen gegeneinander antraten. Den Sieger kürten die 2000 Mitglieder der EFA, der auf der Preisverleihung am 12. Dezember durch Nino Kirtadze und Jesper Christensen bekannt gegeben wurde. Ausgewählt wurden die nominierten Filme von einer Jury bestehend aus zwei europäischen Mitgliedern der internationalen Filmkritikervereinigung FIPRESCI, einem Filmfestivalleiter und drei Mitgliedern des EFA-Vorstands.
Katalin Varga – Regie: Peter Strickland (Rumänien, Großbritannien, Ungarn)
- Ajami – Regie: Scandar Copti und Yaron Shani (Deutschland, Israel)
- Gagma napiri – Regie: Giorgi Owaschwili (Georgien, Kasachstan)
- Sois sage – Regie: Juliette Garcias (Frankreich, Dänemark)
- Sonbahar – Herbst (Sonbahar) – Regie: Özcan Alper (Türkei, Deutschland)

### Bester Kurzfilm
13 Filme qualifizierten sich für den Preis in der Kategorie Bester europäischer Kurzfilm, darunter auch Animationsfilme (Zwemles) und fünf Dokumentarfilme (Between Dreams, The Herd, Peter in Radioland, Poste restante, Szklana pułapka). Mit David Nawrath (Was bleibt) und Lola Randl (Die Leiden des Herrn Karpf – Der Geburtstag) sind auch Kurzfilmregisseure aus dem deutschsprachigen Raum vertreten. Den Sieger kürten die 2000 Mitglieder der EFA, der auf der Preisverleihung am 12. Dezember durch den norwegischen Schauspieler Aksel Hennie bekannt gegeben wurde. Es setzte sich der polnische Beitrag Poste restante durch.
| Film                                        | Regie              | Land                           | Länge (in min.) | Nominierung (Festival) |
| ------------------------------------------- | ------------------ | ------------------------------ | --------------- | ---------------------- |
| 14                                          | Asitha Ameresekere | Großbritannien                 | 9’              | Cork                   |
| Between Dreams                              | Iris Olsson        | Frankreich, Russland, Finnland | 11’             | Grimstad               |
| Bonne nuit                                  | Valéry Rosier      | Belgien, Frankreich            | 18’             | Drama                  |
| The Herd                                    | Ken Wardrop        | Irland                         | 4’              | Sarajewo               |
| Lägg M för mord                             | Magnus Holmgren    | Schweden                       | 8’              | Valladolid             |
| Die Leiden des Herrn Karpf – Der Geburtstag | Lola Randl         | Deutschland                    | 10’             | Berlin                 |
| Peter in Radioland                          | Johanna Wagner     | Großbritannien                 | 10’             | Edinburgh              |
| Poste restante                              | Marcel Łoziński    | Polen                          | 14’             | Krakau                 |
| Renovare                                    | Paul Negoescu      | Deutschland, Rumänien          | 24’             | Vila do Conde          |
| Sinner                                      | Meni Philip        | Israel                         | 28’             | Venedig                |
| Szklana pułapka                             | Paweł Ferdek       | Polen                          | 15’             | Tampere                |
| Was bleibt                                  | David Nawrath      | Deutschland                    | 17’             | Angers                 |
| Zwemles                                     | Danny de Vent      | Ungarn                         | 10’             | Gent                   |

### Europäischer Dokumentarfilmpreis – „Prix ARTE“
Bereits vor der offiziellen Preisverleihung wurde am 12. Oktober 2009 der Gewinner des gemeinsam mit dem französisch-deutschen Fernsehsender ARTE ausgelobten Dokumentarfilmpreises „Prix ARTE“ bekannt gegeben. Dieser ging an Das Summen der Insekten des Schweizers Peter Liechti. Der Film handelt von der Entdeckung eines Bauern, der im Winter in einem abgelegenen Waldgebiet die Mumie eines Selbstmörders findet. Der Tote hat sich seinen Aufzeichnungen zufolge im vorangegangenen Sommer zu Tode gehungert. Der Preisträger wurde durch eine von der EFA ausgewählte dreiköpfige Jury gekürt, die sich aus zwei Dokumentarfilmern und einem Produzenten zusammensetzte. Die Auszeichnung übergab ARTE-Präsident Gottfried Langenstein im Rahmen der offiziellen Preisverleihung.
Das Summen der Insekten – Regie: Peter Liechti (Schweiz)
- Below Sea Level – Regie: Gianfranco Rosi (Italien, Frankreich)
- Burma VJ – Regie: Anders Østergaard (Dänemark)
- Cooking History – Regie: Péter Kerekes (Slowakei, Österreich, Tschechien)
- Les damnés de la mer – Regie: Jawad Rhalib (Belgien)
- Die Frau mit den 5 Elefanten – Regie: Vadim Jendreyko (Schweiz, Deutschland)
- Defamation (Hashmatsa) – Regie: Yoav Shamir (Dänemark, Österreich, Israel, USA)
- Das Herz von Jenin – Regie: Leon Geller und Marcus Vetter (Deutschland)
- Pianomania – Regie: Lilian Franck und Robert Cibis (Deutschland, Österreich)
- Die Strände von Agnès (Les plages d’Agnès) – Regie: Agnès Varda (Frankreich)

### Bester Animationsfilm
Am 23. September 2009 gab die EFA bekannt, dass bei der 22. Verleihung des Europäischen Filmpreises erstmals eine Auszeichnung für den besten europäischen Animationsfilm vergeben wird. Die drei nominierten Filme wurden von einem Expertenkomitee ausgewählt. Den Sieger kürten die 2000 Mitglieder der EFA, der auf der Preisverleihung am 12. Dezember durch Detlev Buck bekannt gegeben wurde.
Mia et le Migou – Regie: Jacques-Rémy Girerd (Frankreich, Italien)
- Niko – Ein Rentier hebt ab – Regie: Michael Hegner und Kari Juusonen (Finnland, Deutschland, Dänemark, Irland)
- Das Geheimnis von Kells (The Secret of Kells) – Regie: Tomm Moore und Nora Twomey (Koregie) (Frankreich, Irland, Belgien)

### Europäischer Publikumspreis

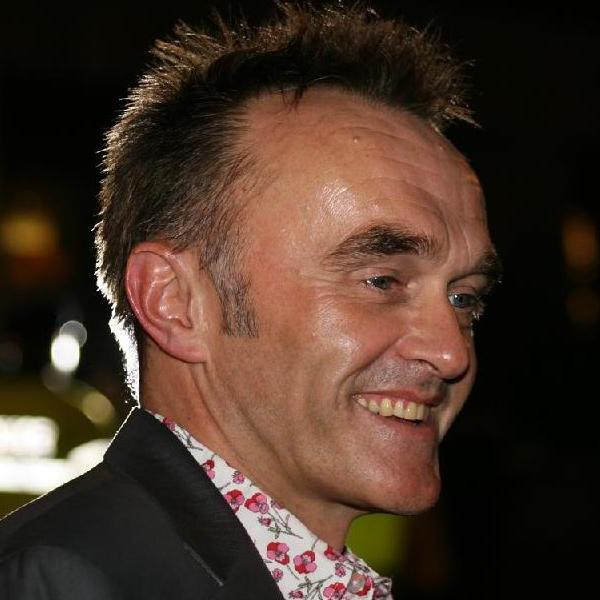
Sieger des Publikumspreises: Danny Boyle (Slumdog Millionär)

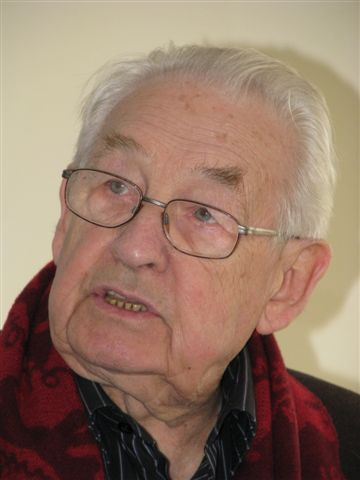
Gewinner des europäischen FIPRESCI-Preises: Andrzej Wajda (Der Kalmus)

Durch den Publikumspreis (People’s Choice Award) hatten Kinozuschauer die Möglichkeit, den besten europäischen Film aus einer Auswahlliste zu küren. Die Kandidaten wurden am 7. November 2009 in Berlin vorgestellt. Unter diesen waren die bereits im offiziellen Wettbewerb befindlichen Der Baader Meinhof Komplex, Coco Chanel – Der Beginn einer Leidenschaft, Das Festmahl im August, Slumdog Millionär, So finster die Nacht, Verblendung und Zerrissene Umarmungen. Der Gewinnerfilm wurde auf der Preisverleihung am 12. Dezember durch Ange Engelke bekannt gegeben.
Slumdog Millionär (Slumdog Millionaire) – Regie: Danny Boyle
- Der Baader Meinhof Komplex – Regie: Uli Edel
- Coco Chanel – Der Beginn einer Leidenschaft (Coco avant Chanel) – Regie: Anne Fontaine
- Das Festmahl im August (Pranzo di ferragosto) – Gianni Di Gregorio
- Fly Me to the Moon 3D – Regie: Ben Stassen
- Die Herzogin (The Duchess) – Regie: Saul Dibb
- So finster die Nacht (Låt den rätte komma in) – Regie: Tomas Alfredson
- Transporter 3 – Regie: Olivier Megaton
- Verblendung (Män som hatar kvinnor) – Regie: Niels Arden Oplev
- Zerrissene Umarmungen (Los abrazos rotos) – Regie: Pedro Almodóvar

### Europäischer FIPRESCI-Preis
präsentiert von Krystyna Janda
Der Kalmus (Tatarak) – Regie: Andrzej Wajda